# Un comisar acuză
Un comisar acuză este un film de acțiune românesc din 1974, regizat de Sergiu Nicolaescu. Rolurile principale sunt interpretate de actorii Sergiu Nicolaescu, Gheorghe Dinică, Jean Constantin, Amza Pellea, Ion Besoiu și Emmerich Schäffer.
Filmul ficționalizează câteva evenimente reale petrecute în noiembrie 1940 (masacrul de la Jilava, asasinarea profesorilor Nicolae Iorga și Virgil Madgearu), în perioada Statului Național-Legionar. Comisarul Moldovan este însărcinat cu anchetarea unui masacru organizat în noiembrie 1940 de un comando legionar la închisoarea Viraga. Masacrul a avut ca țintă mai mulți adversari ai regimului politic de extremă dreaptă din România anului 1940, încarcerați la Viraga, printre care și un grup de activiști comuniști. Pentru a scoate adevărul la lumină, Moldovan trebuie să lupte nu doar cu Legiunea, ci și cu influenții protectori ai acesteia din sferele înalte ale puterii. Deși reușește să descopere adevărul și să-i ucidă pe legionarii care au participat la masacru, comisarul Moldovan este împușcat la finalul filmului pe dealul de la Mănăstirea Plumbuita.
La baza filmului stă o discuție a lui Sergiu Nicolaescu cu Traian Boeru, în care a fost reconstituit traseul parcurs de la momentul ridicării de la domiciliu a profesorului Iorga și până când acesta din urmă a fost găsit împușcat în pădurea Strejnic, alte informații fiind oferite de Alina Rioșanu și unchiul regizorului, comisarul Gheorghe Cambrea. Scenariul a fost scris de Sergiu Nicolaescu, Vintilă Corbul, Eugen Burada și Mircea Gândilă, după o idee a lui Sergiu Nicolaescu. Face parte din seria de filme cu Comisarul Miclovan/Moldovan, fiind precedat de Cu mâinile curate (1972) și Ultimul cartuș (1973) și urmat de Revanșa (1978). Filmul s-a bucurat de succes la public, fiind vizionat de 6.146.991 de spectatori și aflându-se pe locul 17 în topul celor mai vizionate film românești din toate timpurile, dar și critic, fiind apreciate, printre altele, interpretările lui Sergiu Nicolaescu, pentru care a primit Premiul pentru interpretare masculină al Asociației Cineaștilor din România, și Gheorghe Dinică, hazul produs de personajul Limbă și interpretarea cascadorului Mircea Pascu a legionarului Tănăsescu.

## Rezumat
În secvențele de început ale filmului se specifică următoarele: „În toamna anului 1940, vîrfurile cele mai reacționare ale burgheziei și moșierimii, cu sprijinul Germaniei hitleriste, aduc la putere, în România, dictatura militaro-fascistă. Teroarea legionară se dezlănțuie odios. În acest timp, în întreaga țară, au loc acțiuni de masă, se desfășoară lupta antifascistă condusă de comuniști.”.
În noaptea de 26/27 noiembrie 1940, în incinta închisorii Viraga pătrund mai multe mașini cu agenți ai Poliției Legionare conduși de comisarul Paraipan (Gheorghe Dinică). Pretextând că vor să inspecteze închisoarea, legionarii pătrund în celulele deținuților politici și, profitând de vacarmul creat, îi asasinează pe opozanții politici închiși acolo și se îndreaptă apoi spre celulele deținuților comuniști din subsolul închisorii. Auzind împușcăturile, gardienii militari ai închisorii deschid focul împotriva legionarilor, iar în acest timp un gardian îi eliberează pe cei opt deținuți comuniști printre care și muncitorul ceferist Pârvu (Amza Pellea). Aceștia din urmă fug, dar deținuții comuniști Pârvu și Lefter sunt prinși de polițiști.
Locotenentul Cristescu (Valeriu Arnăutu) de la închisoarea Viraga telefonează în miezul nopții la Poliția Capitalei, anunțându-l pe comisarul de serviciu Ilarie Bucur (Vasile Nițulescu), care-l anunță la rândul său pe prefectul Poliției Capitalei Vișan Năvodeanu (Ion Besoiu). Contrar dispozițiilor primite, comisarul Bucur anunță și parchetul civil. Între timp, legionarii conduși de Paraipan se deplasează la arestul Poliției Capitalei unde asasinează patru comisari de poliție arestați, iar la plecare îl iau cu ei pe comisarul Ghiță Petrescu (Marin Moraru), care refuzase să le deschidă celulele, împușcându-l în pădurea Balota. A doua zi, sunt găsiți împușcați profesorul Costin Mărgeanu (fost ministru) și profesorul Nicolae Jugu (istoric de renume mondial).
Pentru a inocula opiniei publice ideea că poliția își face datoria în mod corect, prefectul Năvodeanu și directorul general al poliției și siguranței Alexandru Dincă (Jean Lorin Florescu) hotărăsc să desemneze un comisar neafiliat politic pentru realizarea investigațiilor. Cei doi speră să mușamalizeze cazul, acreditând ideea că masacrul de la Viraga a fost consecința directă a evadării deținuților comuniști, iar celelalte asasinate au fost realizate de indivizi necunoscuți. Comisarul Tudor Moldovan (fiul unui muncitor ceferist care a murit în 1924) este însărcinat cu anchetarea masacrului de la Viraga și a asasinării celor patru deținuți din arestul Poliției Capitalei, precum și a profesorilor Mărgeanu și Jugu.
Persoanele implicate în evenimentele din acea seară sunt prea speriate pentru a-i explica lui Moldovan ce s-a întâmplat. Locotenentul Cristescu neagă faptul că a sunat la Poliția Capitalei, iar comisarul Ilarie Bucur fuge la Constanța de unde speră să fugă din țară. Amenințat că i se va ucide fetița, Bucur îi comunica totuși lui Moldovan că execuția a fost realizată de un grup de legionari condus de Paraipan, iar prefectul Năvodeanu era în legătură cu polițiștii legionari. Comisarul Bucur va fi ulterior împușcat de oamenii lui Paraipan, această execuție fiind observată de hoțul de buzunare Limbă (Jean Constantin), informator al poliției. Familia profesorului Jugu îl va recunoaște și ea pe Paraipan ca fiind șeful echipei de legionari care l-a răpit pe savant de la vila sa din Sinaia.
Prefectul Năvodeanu îl desemnează pe legionarul Tănăsescu (Mircea Pascu) ca ajutor al comisarului Moldovan, cu scopul de a-l ține sub urmărire. Muncitorul Pârvu îl informează pe comisar cum a decurs evadarea lor, anunțându-l că legionarii intenționează să-și consolideze puterea prin eliminarea opozanților politici și apoi să lupte cu grupul condus de generalul Ion Antonescu. Moldovan discută cu un avocat comunist pe nume Marin (Alexandru Dobrescu) cerându-i să-l ajute să-i demaște pe criminalii legionari. Comisarul este invitat la casa profesorului Stavru Naumescu (Emmerich Schäffer), senator legionar, iar acesta din urmă îi oferă 500.000 de lei pentru a închide dosarul. Moldovan îi ia și îi dă avocatului Marin, căruia i-l încredințează și pe fiul său, Ionuț.
Dându-și seama că Moldovan l-a tras pe sfoară, Naumescu îi cere lui Paraipan să-l lichideze. Comisarul îi dă dosarul cu rezultatele anchetei subsecretarului de stat Vicșoreanu, spunându-i că masacrul a fost săvârșit de un grup din Poliția Legionară pe care nu a putut să-l aresteze deoarece prefectul Năvodeanu a refuzat să-i semneze mandatele de arestare. Vicșoreanu dispune destituirea prefectului Năvodeanu și a directorului general Dincă, iar Moldovan este înaintat la gradul de chestor și numit la conducerea Brigăzii Mondene. Paraipan sosește cu echipa sa la sediul Poliției Capitalei pentru a-l ucide pe Moldovan, dar acesta fuge, după ce-i eliberează din arest pe deținuții comuniști Pârvu și Lefter. Are loc un schimb de focuri în care Pârvu este rănit, dar comisarul scapă. Legionarii se duc la Moldovan acasă și o împușcă pe mama acestuia. Aflat în cimitir cu prilejul înmormântării mamei sale, Moldovan este atacat din nou de legionari, dar reușește iarăși să scape.
În zilele următoare, oamenii lui Paraipan îl caută pe Moldovan prin tot orașul, el fiind ascuns de țiganii lui Limbă în groapa de lângă Mănăstirea Plumbuita. Între timp, comisarul reușise să lichideze câțiva legionari (comisarii Casapu și Zisu). În oraș au loc manifestații antifasciste și antilegionare conduse de Pârvu. În cele din urmă, comisarul este găsit și urmărit de oamenii lui Paraipan, iar într-un schimb de focuri care a avut loc în clădirea teatrului Moldovan a ucis trei comisari, printre care și pe Paraipan. Comisarul își dă întâlnire cu Tănăsescu la groapa de lângă Mănăstirea Plumbuita pentru a afla niște informații, iar legionarii îl prind într-o capcană. În schimbul de focuri ce are loc mor câțiva legionari, printre care și profesorul Naumescu. Prins între oamenii lui Naumescu și cei ai lui Năvodeanu, comisarul Moldovan este împușcat.

## Distribuție
- Amza Pellea — muncitorul Ilie Pârvu
- Gheorghe Dinică — comisarul legionar Paraipan
- Ion Besoiu — prefectul de poliție Vișan Năvodeanu
- Jean Constantin — hoțul de buzunare Limbă
- Emmerich Schäffer — profesorul Stavru Naumescu, senator legionar
- Sergiu Nicolaescu — comisarul de poliție Tudor Moldovan
- Ștefan Mihăilescu-Brăila — tipograful Nea Costache
- Alexandru Dobrescu - avocatul Marin
- Marin Moraru — comisarul Ghiță Petrescu
- Vasile Nițulescu — comisarul Ilarie Bucur
- Jean Lorin Florescu — directorul general Alexandru Dincă
- Ion Apahideanu — subsecretarul de stat Vicșoreanu
- Mircea Pascu — legionarul Tănăsescu
- Cornel Gîrbea — legionarul Chirvasie
- Pierre Gherase — legionarul Boeriu
- Mihai Adrian — legionarul Casapu
- Adrian Ștefănescu — legionarul Plopeanu
- Paul Fister — legionarul Zisu
- Vasile Popa — legionarul Cristea
- Ion Smeianu
- Valeriu Arnăutu — lt. Cristescu
- Mircea Anghelescu — procurorul Halunga
- Constantin Dinulescu — aghiotantul prefectului
- Andrei Bursaci — comisarul Ionescu, aghiotantul lui Moldovan
- Dinu Gherasim — comisar de poliție, aghiotantul lui Moldovan
- Virgil Popovici
- Victor Mavrodineanu — comunistul Lefter
- Cornel Revent — șeful de cabinet al prefectului
- Sergiu Demetriad
- Ioana Ciomîrtan — Tudora Moldovan, mama comisarului
- Mimi Enăceanu — doamna Jugu, soția istoricului Nicolae Jugu
- Rodica Mandache — fata din tipografie
- Maria Cumbari
- Szabolcs Cseh (menționat Szabolcs Csech)
- Constantin Băltărețu — medicul legist
- Cristian Grigore
- Ion Bîrloiu
- Maria Ploae — domnișoara Jugu, fata profesorului
- Ion Manolescu
- Constantin Vurtejan
- Sever Plocon — comunistul Grigore
- Aurel Popescu
- Alexandru Manea — gardian
- Benone Cărmăzan
- Victor Imoșeanu
- Dumitru Ghiuzelea — legionarul Olteanu
- Ion Polizache — legionar
- Dumitru Crăciun — asasin legionar
- Teodor Stavru — asasin legionar
- Gheorghe Mazilu — polițist
- Nicolae Curta
- Vasile Mureșan
- Petre Petrache
- Niță Anastase — șoferul de taxi Alexe (nemenționat)[3][4]